# Virregnat de les Índies
El Virregnat de les Índies, primer Virregnat en les Índies o Virregnat colombí foren una sèrie de privilegis atorgats a Cristòfor Colom pels Reis Catòlics el 1492 sobre les terres descobertes i per descobrir abans d'emprendre els seus viatges.

## Orígens
Els títols i facultats sobre les terres descobertes atorgats a Cristòfor Colom estaven consignats en les Capitulacions de Santa Fe acordades el 17 d'abril de 1492. En virtut d'aquestes els Reis Catòlics, Ferran II d'Aragó i Isabel I de Castella, van concedir el següent para durante su vida, y después del muerto, a sus herederos e successores de uno en otro perpetualmente[sic] :
- El títol d'Almirall de la mar Océana sobre totes les Illes i terra ferma que descobrís o guanyés en aquest dit mar
- El títol de Virrei i Governador General sobre la terra ferma i illes que descobrís o guanyés en aquest mar (la referència permanent que es va fer va ser sempre copulativa: "virrei i governador").

A més, d'altres facultats i prerrogatives d'ordre econòmic:
| «                           | […] Primeramente que Vuestras Altezas como Señores que son de las dichas Mares Oceanas fazen dende agora al dicho don Christoval Colon su almirante en todas aquellas islas y tierras firmes que por su mano o industria se descubriran o ganaran en las dichas Mares Oceanas para durante su vida, y después del muerto, a sus herederos e successores de uno en otro perpetualmente con todas aquellas preheminencias e prerrogativas pertenecientes al tal officio, e segund que don Alfonso Enríquez, quondam, Almirante Mayor de Castilla, e los otros sus predecessores en el dicho officio, lo tenían en sus districtos. Otrosí que Vuestras Altezas fazen al dicho don Christoval su Visorey e Governador General en todas las dichas tierras firmes e yslas que como dicho es el descubriere o ganare en las dichas mares, e que paral regimiento de cada huna e qualquiere dellas, faga el eleccion de tres personas para cada oficio, e que Vuestras Altezas tomen y scojan uno el que mas fuere su servicio, e assi seran mejor regidas las tierras que Nuestro Señor le dexara fallar e ganar a servicio de Vuestras Altezas.[...] | » |
| — Capitulacions de Santa Fe | |   |

Aquests càrrecs foren confirmats pels reis de retorn del seu primer viatge el maig de 1493. De tots ells el més conegut a Castella i al qual prestaran la major atenció tant Colom com els reis és el d'Almirall.

## Història
D'acord amb les Capitulacions de Santa Fe totes les terres descobertes per Colom formaven part del seu virregnat:
- En el seu primer viatge a Amèrica (va arribar a Guanahani el 12 d'octubre de 1492), Cristòfor Colom va descobrir les Bahames, Cuba i Hispaniola, exercint-hi el seu càrrec de virrei i governador, deixant en tornar a Espanya (geografia) a 39 homes en el Fort de Nadal a Hispaniola, que va ser fundat el 25 de desembre de 1492. El fort va ser destruït poc després pels indígenes de l'illa morint tota la seva guarnició.

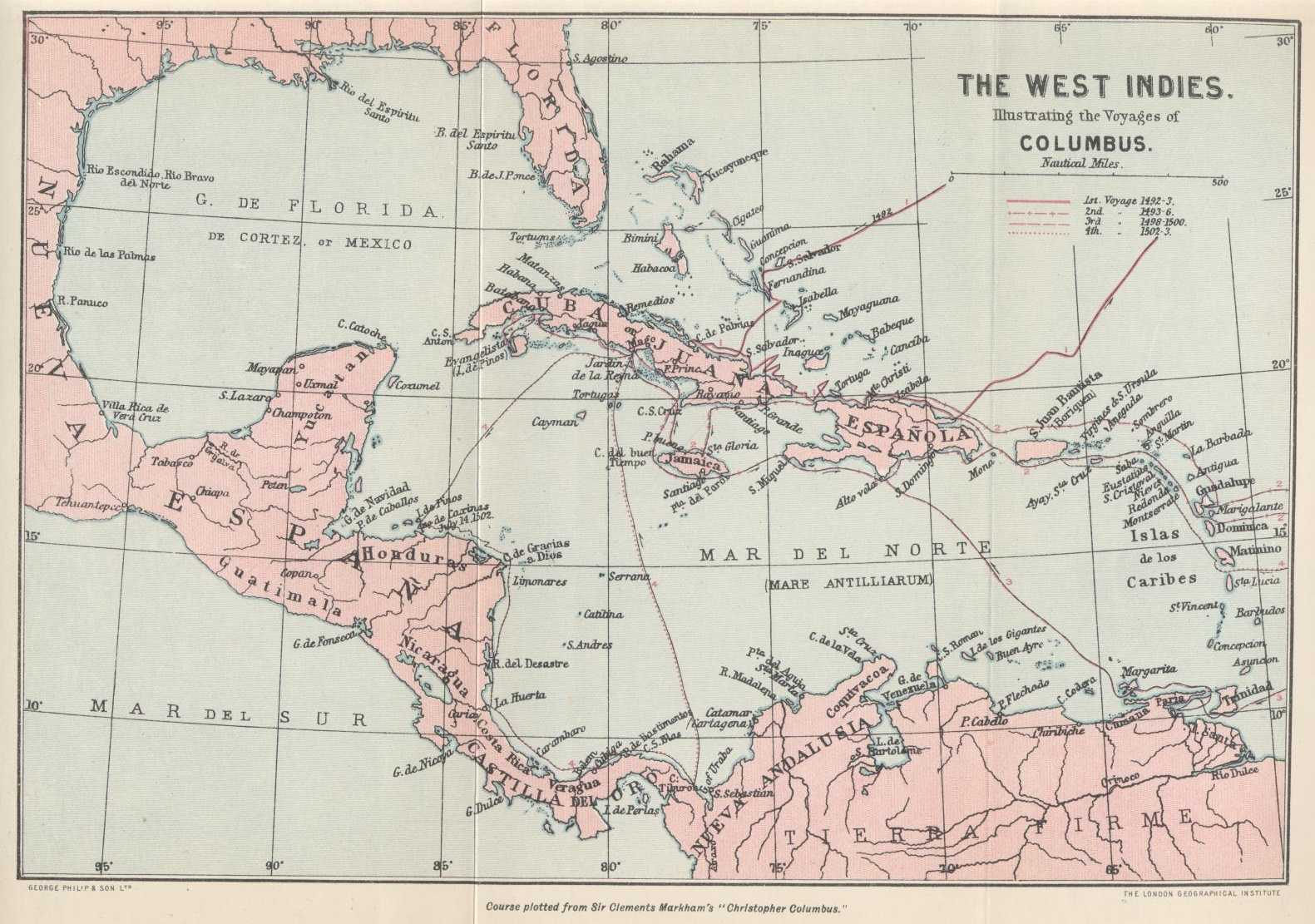
Viatges de Colom.

- En el seu segon viatge de 1493 Colom va descobrir Guadalupe i altres illes situades pel costat de l'Atlàntic entre aquesta i Puerto Rico, a la qual va arribar el 19 de novembre de 1493. Després va arribar a la Hispaniola, va descobrir Jamaica i explorar Cuba. En el seu retorn a Espanya el 1496 va descobrir les Antilles menors situades pel costat del Mar Carib entre Puerto Rico i Dominica.

- En el seu tercer viatge de 1498 va descobrir l'illa Trinitat, Paria i l'illa de Margarita, romanent fins a l'any 1500 a la Hispaniola.

Els reis van enviar a la Hispaniola com a jutge per rastrejar (amb funcions de govern) a Francisco de Bobadilla el 1500, el qual a l'arribar (23 d'agost) va detenir a Colom i als seus germans i els va embarcar cap a Espanya (geografia) destituint-lo del govern. Colom va refusar que se li traguessin els grillons en tot el seu viatge a Espanya, durant el qual va escriure una llarga carta als Reis Catòlics. En arribar a Espanya (geografia) va recuperar la seva llibertat però havia perdut el seu prestigi, els seus poders i el virregnat. Bobadilla també fou rellevat del govern i fou reemplaçat per Nicolás de Ovando el 1502.
- En el seu quart viatge el 1502 va descobrir Saint Lucia i Martinica. Va recórrer després la costa centreamericana des de les illes de la Badia fins al golf d'Urabá. Va romandre a Jamaica fins al 1504 i després va retornar a Espanya (geografia) morint el 20 de maig de 1506 al Convent de Sant Francesc de Valladolid.

Des de 1499 els reis van autoritzar d'altres viatges de descobriment sense comptar amb l'autorització de Colom, entre ells els d'Alonso de Ojeda i Vicente Yáñez Pinzón, creant per a ells governacions en els territoris que van descobrir: la Governació de Coquibacoa a la costa de Veneçuela, excepte pària descoberta per Colom, va ser per a De Ojeda, i per a Pinzón la Governació de la costa de Brasil, entre el riu Amazones i el cap de Santa Maria de la Consolació. Aquestes governacions van quedar exemptes del Virregnat de les Índies.

## El virregnat després de la mort de Colom
En morir Cristòfor Colom el seu fill gran Diego Colón Moniz va heretar els drets del seu pare a Amèrica, incloent-hi el Virregnat de les Índies. No obstant això el rei Ferran II d'Aragó es va negar en un primer moment a traspassar tots els drets de l'Almirall i el va nomenar governador de la Hispaniola el 1508. Diego, llavors, va entaular un plet amb la Corona que va ser resolt el 1511 mitjançant sentència en la qual se li reconeixien drets com a virrei, però amb jurisdicció limitada per a aquells territoris que haguessin estat descoberts oficialment pel seu pare. Va morir el 1526 heretant seu fill Luis Colón de Toledo els seus drets al virregnat.
Durant la minoria d'edat de Luis Colón de Toledo es va produir la transacció i l'arbitratge que van posar fi als Plets colombins i el 1537 va rebre el títol de Duc de Veragua i un senyoriu territorial de 625 llegües quadrades, compost per terres de l'antiga Veragua i Castella de l'Or. Va ser premiat a més amb la dignitat hereditària del Marquès de Jamaica i el senyoriu d'aquesta illa, posant-fi al Virregnat de les Índies. El 1535 es va crear el Virregnat de Nova Espanya.